# Светско првенство у снукеру 2022.
Светско првенство у снукеру 2022. (због спонзорских разлога познато и као Бетфред Светско првенство у снукеру 2022) професионални је снукер турнир игран од 16. априла до 2. маја 2022. у шефилдском позоришту Крусибл у Енглеској, Уједињено Краљевство. То је 46. издање светског првенства које се одржава на истом месту и чини 16. и последњи рангирни турнир у сезони 2021/22. Турнир организује Светска снукер организација, а емитован је на телевизијама ББЦ и Евроспорт, као и на платформи Мечрум Спорт. Наградни фонд износио је 2.395.000 британских фунти, од чега је победнику намењено 500.000.
Квалификације за турнир игране су на Енглеском спортском институту у Шефилду, а учествовало је 128 такмичара у четири кола. Завршну фазу турнира чинило је 32 играча: 16 најбоље пласираних на светској ранг листи и 16 играча који су победници квалификација. Марк Селби је био бранилац титуле након што је 2021. године у финалу славио против Шона Марфија са 18-15. Селби је елиминисан у другом колу од Јана Бингтаа са 13-10.
Рони О’Саливан је изједначио рекордни број учешћа (30) на светским првенствима који је држао Стива Дејвис. Стигао је до рекордног 20. четвртфинала, 13. полуфинала и рекордне седме титуле и тако се изједначио са рекордом Стивена Хендрија. То је О’Саливанова 39. рангирна титула и 21. титула Троструке круне чиме је повећао сопствене рекорде. Са пуних 46 година, О’Саливан је постао најстарији играч који је славио у финалу светског шампионата обишавши тако Реја Рирдона који је имао навршених 45 година када је освојио своје последње светско првенство.
Нил Робертсон је направио максимални брејк у мечу другог кола против Џека Лисовског, свој пети у каријери, а укупно дванаести у Крусиблу. Грејем Дот је направио максимални брејк у мечу трећег кола квалификација против Пенга Џансуа, свој други у каријери, а укупно пети у историји квалификација за Крусибл. Током светског првенства направљено је 109 троцифрених брејкова чиме је оборен рекорд прошлогодишњег турнира (108). Марк Вилијамс је направио 16 троцифрених брејкова чиме се изједначио са рекордом из 2002. године који држи Стивен Хендри по броју троцифрених брејкова једног играча на једном турниру.

## Позадина
Прво икада одржано светско првенство одржано је 1927. године, а победник је био Џо Дејвис. Почев од 1977. турнир се одржава сваке године у Крусибл театру, у Шефилду. Ово је 46. издање турнира у шефилдском позоришту, а 54. у модерном, нок-аут систему такмичења. Енглез Марк Селби бранилац је титуле након што је 2021. године у финалу савладао сународника Шона Марфија са 18-15.

### Формат
Светско првенство 2022. играно је од 16. априла до 2. маја. Кроз 17 дана 32 играча надметала су се за титулу светског шампиона. Најбољих 16 са светске ранг листе чине носиоце у жребу и размештени су дириговано тако да се у другом колу састају носиоци чији је носилачки збир 17. У квалификацијама је учествовало 128 играча: професионалаца, аматера и позиваних играча. Боље пласирани играчи били су слободни у ранијим колима и постепено се укључивали у жреб. Прва три кола играна су у формату бољи од 11, а четврто коло у формату бољи од 19 кроз две сесије игре.
За првог носиоца турнира постављен је бранилац титуле и други играч света, Марк Селби. Остали носиоци одређени су према пласману на светској ранг листи почев од првопласираног, са изузетком Селбија.
Жреб је садржао 12 играча из Енглеске, 6 из Велса, по 4 из Шкотске и Кине, 2 са Тајланда и по једног играча из Северне Ирске, Белгије, Аустралије и, по први пут у историји, Ирана.

### Наградни фонд
Победник добија 500.000 британских фунти из укупног наградног фонда од 2,395 милиона фунти.

## Ток турнира

### Квалификације
Седмоструки светски шампион, Стивен Хендри, имао је право учешћа у квалификацијама, али је одлучио да се повуче са турнира. Лианг Венбо, 32. носилац на турниру, суспендован је од стране Светске организације за билијар и снукер након оптужби за насиље у породици.
Неки квалификанти имали су већ запажене резултате у Крусиблу: финалиста из 2016. године, Динг Жунвеи, кроз квалификације је дошао до 16. узастопног учешћа на светском првенству. Полуфиналиста из 2007. и 2012. године, Стивен Магвајер изборио је 19. узастопни наступ.
Поред Динга и Магвајера, квалификације су прошли и Џејми Џонс, Крис Вејклин, Џексон Пејџ, Мајкл Вајт, Скот Доналдсон, Ли Хаотијан, Тепчаја У-Ну, Ешли Хагил, Дејвид Гилберт, Нопон Сенхам, Лијам Хајфилд, Метју Стивенс, Џејми Кларк и Хосеин Вафеи.

### Прво коло
Прво коло играно је у две сесије до 10 освојених партија. Бранилац титуле, Марк Селби био је приморан да се повуче са Турског мастерса и Гибралтар опена због проблема са менталним здрављем, чак је размишљао да одустане од одбране титуле због депресије. Без такмичарског меча од Велшког опена и са веома мало времена за столом лако је повео са 8-3 против Џоунса, али је Џоунс смањио на 9-7 пре него је грешком омогућио Селбију пролаз у другу рунду. Светски број један, Рони О’Саливан изгубио је уводна три фрејма од Дејвида Гилберта, али потом везао 6 партија и на паузу између сесија отишао са три партије предности. Победом 10-5 О’Саливан је изједначио Хендријев рекорд од 70 добијених мечева у Крусибл театру. Кровна организација покренула је истрагу против О’Саливана због "непристојног потеза" након промашене црне у 13. партији.
Жао Синтонг је убедљиво савладао Кларка, препустивши само 2 партије противнику. Кларк је по окончању меча изјавио да је Жао "феноменалан, сензација за снукер" и предвидео да ће Жао освојити титулу светског првака у наредних пет година. Џексон Пејџ повео је против Барија Хокинса са 6-2, али је искусни Енглез успео да смањи заостатак на 8-7 пре него је Пејџ нанизао 128 и 135 за победу. "Нисам могао да замислим бољи деби", изјавио је Пејџ након меча.
Шон Марфи, прошлогодишњи финалиста, састао се са Стивеном Магвајером по први пут на светским првенствима. Након 6-3 за Магвајера у првом делу меча, Марфи је другу сесију почео брејком од 130 поена - својим 100. троцифреним брејком у Крусибл театру. У 14. партији, коју је бивши светски шампион, Кен Доерти, описао као "једну од најлуђих које је гледао" Марфи је након изгубљене позиције беле из шале бацио так на земљу, направио фаул на ружичастој кугли тако што ју је закачио руком и након четвороминутне расправе са судијом одбио додељени фрибол. Марфи је након 71 минута игре добио партију, потом и наредну и нашао се у водству по први пут у мечу. Ипак, Магвајер је везао три фрејма и славио са 10-8. Ентони Макгил славио је против Хајфилда са 10-7 уз срећно убацивање у последњем фрејму.
Троструки светски шампион, Марк Вилијамс убедљиво је славио са 10-3 против сународника Мајкла Вајта. Вилијамс је у победи направио чак четири троцифрена брејка. Марк Ален је славио са 10-6 против Скота Доналдсона. Након меча изразио је незадовољство припремом и понашањем стола. Нил Робертсон, шампион из 2010, надокнадио је заостатак од 3-1 против Хагила и уз четири троцифрена брејка славио са 10-5. Стјуарт Бингам победио је Лија Хаотијана са 10-5 уз највећи брејк првог кола од 140 поена. Јан Бингтао направио је троцифрени брејк и седам брејкова већих од 50 против Вејклина у првој сесији меча, али је на паузу отишао са минималном предношћу. У другом делу меча Бингтао је освојио 5 од 6 последње одиграних партија и славио са 10-6. Џон Хигинс је изборио своје 28. узастопно појављивање у Крусиблу и добио 6 од последњих 8 партија за победу 10-7 над Ун-Нуом.
Џек Лисовски је брзо повео са 6-2 против Метјуа Стивенса, али је Велшанин успео да изједначи. Лисовски је одговорио са 3 везане партије и потом славио са 10-8. Вицешампион из 2020, Кајрен Вилсон састао се са вицешампионом из 2016. године, Дингом Жунвеијом. Динг је повео са 3-0, имао предност од 7-5, али је Вилсон преокренуо на 8-7 у његову корист. Динг је изједначио на 8-8, али у 17. партији промашио круцијални ударац на ружичастој и омогућио Вилсону да слави са 10-8. Меч је садржао пет троцифрених брејкова и 12 брејкова већих од 50 поена. Пред меч са Хосеином Вафеијем, шампион из 2019. године, Џад Трамп изјавио је да не ужива у својој игри и нема превелика очекивања од турнира. Славио је са 10-4. Лука Бресел је играо са Нопоном Сенхамом, који је добио дете дан пред меч, три недеље пре термина порођаја. Сенхам је повео са убедљивих 6-1 и на крају славио са 10-5. На конференцији за новинаре открио је да су он и супруга беби дали име Билив (енгл. Believe) инспирисани речима Марка Селбија који је током заостатка 4-10 у финалу светског првенства 2017. године против Џона Хигинса себи понављао "believe, believe, believe" (веруј, веруј, веруј).

### Друго коло
Друго коло играно је кроз три сесије до 13 освојених партија од 21. до 25. априла. Тринаесторица носилаца нашли су свој пут до другог кола. Марк Вилијамс је поново играо са сународником, овог пута пријатељем и спаринг партнером, Џексоном Пејџом, ког је описао као "свог четвртог сина". Вилијамс је повео са 7-0, наставио у сличном ритму и славио са 13-3 уз сесију мање. Током меча је нанизао 6 троцифрених брејкова и тако изједначио рекорд у "бољи од 25" формату који је поставио Селби 2011. године.
Стивен Магвајер се састао са Жаом Синтонгом. Магвајер је боље одиграо другу сесију која је накратко била прекинута улетањем голуба у салу. Иако је Магвајер променио штап између две рунде такмичења, славио је са 13-9. Магвајер је окарактерисао своју игру у првом колу као "смеће" и изјавио да је возио до Глазгова како би "позајмио штап од пријатеља". О’Саливан се састао са Марком Аленом који је пред меч изјавио да ће се "увући под кожу" светском броју један. О’Саливан је већ у првој партији кренуо на максимални брејк, али је изгубио позицију и убацио ружичасту куглу за 87. Након 1-2, О’Саливан је везао 5 партија до краја сесије. О’Саливан је пробао нови максимум у другој сесији, али је након 11 црвених и исто толико црних кугли промашио дабл ударац. Уз само један фрејм у последњој сесији, О’Саливан је славио са убедљивих 13-4, уз рекордну 71 победу у Крусиблу и рекордно 20. четвртфинале.
Бингтао је након две сесије водио против Селбија са 9-7. Осамнаеста партија трајала је 46 минута и виђена је дефанзивна борба на браон кугли. Несигуран да ли може провући белу куглу поред плаве, Бингтао је затражио од судије Роба Спенсера да обрише белу куглу што је судија одбио у складу са околностима на столу. Коментатори меча, укључујући Алана Мекмануса и Џимија Вајта окарактерисали су овај потез као неспортско понашање, али је Јан Бингтао касније изјавио да је у питању била шала. Бингтао је убацио поменуту браон куглу, потом освојио и тај и наредни фрејм и повео са 11-7. Селби је одговорио са три везане партије. Партија број 22 трајала је 85 минута што је нови рекорд светских првенстава. Бингтао је освојио фрејм на црној и славио са 13-10 на крају. У мечу са Бингамом, Вилсон је покушао максимум, али је промашио 13. црвену куглу. Бингам је своју шансу за максимални брејк добио у трећој сесији, али је након 13. црвене кугле изгубио позицију беле. Бингам је славио са 13-9, а након меча рекао да је максимални брејк на светском првенству нешто што се налази на његовој "листи жеља".
У мечу са Сенхамом, Хигинс је везао седам партија у другој сесији. На фрејм од пораза, Сенхам је стигао до 112, али је промашио последњу црвену у покушају максимума. Хигинс је изразио искрено жаљење што ривал није нанизао 147. Победом од 13-7, Шкот се пласирао у 16. четвртфинале на светским првенствима. Трамп је након 4-4 повео са 10-6 на крају друге сесије, али је Шкот успешно смањио заостатак на 11-10. Трамп је на крају славио са 13-11 и прокоментарисао игру ривала у последњој сесији као "једну од бољих сесија" у којима је учествовао.
Лисовски је имао предност од 9-7 након две сесије у мечу са Нилом Робертсоном. Неискоришћену прилику да оде на 11-7, Робертсон је жестоко казнио и при резултату 8-10 направио свој пети максимални брејк у каријери, први у Крусибл театру тако се придруживши Клифу Торбурну, Џимију Вајту, Стивену Хендрију, Ронију О’Саливану, Марку Вилијамсу, Алистеру Картеру и Џону Хигинсу као осми играч који је направио максимум у Крусибл театру. Робертсон је први стигао на партију од победе и нанизао 55 у 24. партији. Лисовски је почистио сто за 72 и изборио одлучујући фрејм. Уз шансе са обе стране, Лисовски је успео да пређе циљну линију и реваншира се Робертсону за пораз у истом стадијуму прошле сезоне. "Никада нисам доживео тако нешто у каријери. Клицање након што сам убацио фрејм куглу у одлучујућем фрејму... Потпуно сам исцрпљен, дао сам све што сам имао и ово мора да је моја најбоља победа у каријери.", био је искрен Лисовски.

### Четвртфинале
Четвртфинални мечеви играни су по истом систему као мечеви другог кола, кроз три сесије до 13 победа. Једини квалификант у овој фази шампионата био је Стивен Магвајер, док су Бингтао и Лисовски по први пут играли четвртфинални меч на светском првенству. О’Саливан, Хигинс и Вилијамс, често називани и Класа '92. због године када су сва тројица постали професионалци, нашли су се у четвртфиналу по први пут од 2011. године.
Рану предност Стивена Магвајера Рони О’Саливан је анулирао са шест узастопних фрејмова и на паузу отишао са 6-2. У сличном ритму је наставио, везао пет партија у другој сесији и стигао до 11-5 само да би окончао меч са убедљивих 13-5. Победа је О’Саливану значила пролаз у 13. полуфинале светских првенстава чиме је престигао Хендријевих 12 полуфинала. Марк Вилијамс је прву сесију против Бингтаа убедљиво добио и на паузу отишао са четири партије предности. На исти начин одговорио је Кинез и пред одлучујућу сесију био је 8-8. Бингтао је повео са 10-8, али се Вилијамс брзо опоравио за 10-10. Уз доста среће Бингтао осваја 21. партију, али Вилијамс осваја све партије до краја меча и постаје најстарији полуфиналиста светских првенстава још од 1985. када је рекорд поставио Рирдон.
Хигинс је имао предност од 5-3 против Лисовског, али је Енглез смањио заостатак на 8-7 пред финалну сесију. Предност Хигинса трајала је до 11-9 када је Лисовски везао три партије. Хигинс је одговорио троцифреним брејком и изборио одлучујући фрејм. Први је за сто дошао Лисовски, међутим промашио је црвену у брејку од 18 поена и омогућио Хигинсу да са 72 оде у полуфинале. Стјуарт Бингам је надокнадио заостатак у односу на Трампа са пет везаних партија и дошао до предности 8-5. Трамп је потом освојио све партије до краја меча, њих 8 укупно, и славио са 13-8. Бингам је промашио црну куглу у 14. партији што је Трамп окарактерисао као пресудни моменат меча у ком је Бингам изгубио сигурност у себе и омогућио Трампу да се врати у меч.

### Полуфинале
Полуфинални мечеви играни су 28, 29. и 30. априла кроз четири сесије игре и до 17 победа. По први пут у историји Крусибла, сва четворица полуфиналиста били су светски шампиони. Класа '92. стигла је до полуфинала по прву пут од 1999. године.
Трамп и Вилијамс су се састали по први пут на неком од мечева Троструке круне. Непрепознатљиви Вилијамс се мучио са игром, лоше погађао далеке кугле и омогућио Трампу да стекне осетну предност, 7-1. Оба актера пожалила су се на припрему столова. Вилијамс се касније извинио својим пратиоцима на Твитеру због лоше игре. Већ на почетку друге сесије Трамп прави два троцифрена брејка и стиже до 9-2, али Вилијамс одговара са 119 и успева да смањи заостатак на 11-5. Вилијамс осваја 6 од 8 партија у трећој сесији и долази до 11-13. Оба играча доживела су овације публике при напуштању арене.
У последњој сесији Вилијамс је одмах изједначио на 13-13, а потом и на 15-15 брејком од 138 у 30. партији. То је био 16. троцифрени брејк Марка Вилијамса на турниру чиме је изједначио 20 година стар рекорд Стивена Хендрија. Вилијамс је повео са 16-15, али је Трамп изборио одлучујући фрејм што је поново довело гледалиште у екстазу. Оба актера су имале своје шансе у одлучујућој партији, али Трамп успева да убаци две црвене крос-дабл ударцима што Вилијамса ставља у позицију да тражи три фаула противника. Трамп је изјавио да је читав меч личио на нешто што се доживи само једном и да је подсећало на видео-игре намештене на "тешко". Јавност је меч окарактерисала као један од најбољих у историји Крусибл театра.
О’Саливан и Хигинс су се састали по шести пут на светским првенствима. Међусобни скор пред меч фаворизовао је Енглеза: 36-33, али је Хигинс био бољи у пет од претходних шест дуела. Последњи меч у Крусиблу био је у четвртфиналу 2011. када је Хигинс славио 13-10 и дошао до титуле светског првака четврти и последњи пут у каријери. Оба играча су лоше почела, борећи се са нервозом и притиском. Себи потпуно несвојствено О’Саливан је трошио преко 29 секунди на ударац у просеку. Хигинс је повео са 3-0, потом и са 4-3, али је после првог дана игре било нерешено. Након 6-6, О’Саливан је први пут осетно повео са 9-6 и у 16. партији брејком од 8 и 43 поена дошао до риспота којим повећава своје водство на 10-6.
Трећа сесија доноси троцифрени брејк за Хигинса, први брејк већи од 60 поена у мечу за Шкота. При резултату 12-9 О’Саливан везује три партије и одлази на паузу пред последњу сесију са +6. Након промашаја у 23. партији Хигинс је срдито ударио так о под. Последња сесија завршена је после четири одигране партије, а О’Саливан је славио са 17-11. Хигинс је по завршетку меча изјавио да је разочаран игром, али је за противника имао само речи хвале: "Рони је превише добар за мене. Био је убојит. Мислим да није промашио ниједну куглу када би се нашао међу њима, можда је изгубио позицију ту и тамо, али је све остало било невероватно."

### Финале
Финални меч игран је 1. и 2. маја, кроз четири сесије и до 18 победа. Белгијски судија Оливије Мартел по други пут у својој каријери имао је част да води финале светског првенства. О’Саливан је са пуних 46 година постао најстарији финалиста турнира још од Реја Рирдона који је 1982. године изгубио финале од Алекса Хигинса. Ово је било осмо финале светских првенстава за О’Саливана. Шест од претходних седам решио је у своју корист. Трамп је играо два финала пре овог, оба против Џона Хигинса; 2011. године је поражен, а 2019. постао светски шампион. Једини претходни дуел у Позоришту Крусибл добио је О’Саливан у полуфиналу 2013. године (17-11). Пре меча Трамп је изјавио да му је одувек био сан да са О’Саливаном игра финале светског првенства.
Након што је Трамп освојио први фрејм, О’Саливан је одговорио са 120, направивши свој 200. троцифрени брејк међу зидовима Крусибла. Током четврте партије, О’Саливан је имао троминутну расправу са судијом о позиционирању беле кугле након фаула и промашаја да би се на крају у разговор укључио и Трамп. Партија је завршена риспотом: црну куглу коју је Трамп након уводног ударца оставио на мантинели О’Саливан је прекуцао преко три мантинеле у леву средњу рупу. Убедљиву предност од 5-1 Трамп је ублажио и на паузу се отишло са 5-3 за О’Саливана. У осмом фрејму дошло је до расправе између О’Саливана и Мартела који га је упозорио да је приметио "неспортски потез" након промашаја старијег Енглеза. О’Саливан је одбио да се рукује са Мартелом на крају сесије и пруживши песницу Трампу хитро отишао из сале. Сукоб са судијом Рони је окарактерисао као да Мартел "тражи проблеме". По повратку за сто Трамп је добио прву партију, али и само још једну од наредних осам. Трампову лошу дефанзивну игру и несигурне нападе О’Саливан је сурово капиталисао и отишао на спавање са предношћу од 7 партија, 12-5.
Сутрадан је Трамп направио свој први троцифрени брејк већ у првој партији, а потом добио и две наредне. У 21. партији Трамп је промашио незгодан плант ударац за средњу рупу и препустио фрејм О’Саливану. По повратку са паузе у сесији Трамп везује два фрејма, али у трећем не убацује црну са тачке и О’Саливан краде још једну партију. Срећни погодак на црвеној Трампу доноси 25. партију. Са шест од играних осам партија Трамп је успео драстично да смањи заостатак и вече дочекао са заостатком од три партије, 11-14. То је била прва и једина сесија игре коју је О’Саливан изгубио на читавом турниру. Брејковима од 82 и 88 О’Саливан је отишао на 16-11. Трамп је узвратио за 16-12, али О’Саливан брејком од 75 долази надомак титуле пред последњу петнаестоминутну паузу на турниру. Трамп је направио троцифрени брејк у 30. партији, рекордни 109. на турниру (један више него прошле године), али недовољно за преокрет јер је О’Саливан брејком од 85 освојио 31. партију, своју 18. у мечу за рекордну, седму титулу светског шампиона. Седма титула светског шампиона уједно је рекордна 21. титула из серије Троструке круне и рекордна 39. рангирна титула у каријери Ронија О’Саливана. Са 46 година и 148 дана, О’Саливан је постао најстарији светски шампион икада. О’Саливан је током турнира поставио и рекорд по броју победа у Крусиблу - 74, и завршио сезону као светски број један.

## Жреб
Жреб приказан испод састоји се од 32 играча који су дошли до финалне фазе турнира. Победници мечева су подебљани.
|  | Прво коло           | Прво коло           |                     |    | Друго коло        | Друго коло        |  |  | Четвртфинале      | Четвртфинале      |  |  | Полуфинале        | Полуфинале        |
|  | бољи у 19 партија   | бољи у 19 партија   |                     |    | бољи у 25 партија | бољи у 25 партија |  |  | бољи у 25 партија | бољи у 25 партија |  |  | бољи у 33 партије | бољи у 33 партије |
|  |                     |                     |                     |    |                   |                   |  |  |                   |                   |  |  |                   |                   |
|  | 16. април           |                     |                     |    |                   |                   |  |  |                   |                   |  |  |                   |                   |
|  |                     |                     |                     |    |                   |                   |  |  |                   |                   |  |  |                   |                   |
|  | Марк Селби (1)      | 10                  |                     |    |                   |                   |  |  |                   |                   |  |  |                   |                   |
|  | Марк Селби (1)      | 10                  | 22. и 23. април     |    |                   |                   |  |  |                   |                   |  |  |                   |                   |
|  | Џејми Џоунс         | 7                   |                     |    |                   |                   |  |  |                   |                   |  |  |                   |                   |
|  | Џејми Џоунс         | 7                   | Марк Селби (1)      | 10 |                   |                   |  |  |                   |                   |  |  |                   |                   |
|  | 19. април           |                     | Марк Селби (1)      | 10 |                   |                   |  |  |                   |                   |  |  |                   |                   |
|  |                     | Јан Бингтао (16)    | 13                  |    |                   |                   |  |  |                   |                   |  |  |                   |                   |
|  | Јан Бингтао (16)    | Јан Бингтао (16)    | 13                  | 10 |                   |                   |  |  |                   |                   |  |  |                   |                   |
|  | Јан Бингтао (16)    |                     | 26. и 27. април     | 10 |                   |                   |  |  |                   |                   |  |  |                   |                   |
|  | Крис Вејклин        | 6                   |                     |    |                   |                   |  |  |                   |                   |  |  |                   |                   |
|  | Крис Вејклин        | 6                   | Јан Бингтао (16)    | 11 |                   |                   |  |  |                   |                   |  |  |                   |                   |
|  | 16. и 17. април     |                     | Јан Бингтао (16)    | 11 |                   |                   |  |  |                   |                   |  |  |                   |                   |
|  |                     | Марк Вилијамс (8)   | 13                  |    |                   |                   |  |  |                   |                   |  |  |                   |                   |
|  | Бари Хокинс (9)     | Марк Вилијамс (8)   | 13                  | 7  |                   |                   |  |  |                   |                   |  |  |                   |                   |
|  | Бари Хокинс (9)     | 21. и 22. април     |                     | 7  |                   |                   |  |  |                   |                   |  |  |                   |                   |
|  | Џексон Пејџ         | 10                  |                     |    |                   |                   |  |  |                   |                   |  |  |                   |                   |
|  | Џексон Пејџ         | 10                  | Џексон Пејџ         | 3  |                   |                   |  |  |                   |                   |  |  |                   |                   |
|  | 17. и 18. април     |                     | Џексон Пејџ         | 3  |                   |                   |  |  |                   |                   |  |  |                   |                   |
|  |                     | Марк Вилијамс (8)   | 13                  |    |                   |                   |  |  |                   |                   |  |  |                   |                   |
|  | Марк Вилијамс (8)   | Марк Вилијамс (8)   | 13                  | 10 |                   |                   |  |  |                   |                   |  |  |                   |                   |
|  | Марк Вилијамс (8)   |                     | 28, 29. и 30. април | 10 |                   |                   |  |  |                   |                   |  |  |                   |                   |
|  | Мајкл Вајт          | 3                   |                     |    |                   |                   |  |  |                   |                   |  |  |                   |                   |
|  | Мајкл Вајт          | 3                   | Марк Вилијамс (8)   | 16 |                   |                   |  |  |                   |                   |  |  |                   |                   |
|  | 20. април           |                     | Марк Вилијамс (8)   | 16 |                   |                   |  |  |                   |                   |  |  |                   |                   |
|  |                     | Џад Трамп (4)       | 17                  |    |                   |                   |  |  |                   |                   |  |  |                   |                   |
|  | Кајрен Вилсон (5)   | Џад Трамп (4)       | 17                  | 10 |                   |                   |  |  |                   |                   |  |  |                   |                   |
|  | Кајрен Вилсон (5)   | 24. и 25. април     |                     | 10 |                   |                   |  |  |                   |                   |  |  |                   |                   |
|  | Динг Жунвеи         | 8                   |                     |    |                   |                   |  |  |                   |                   |  |  |                   |                   |
|  | Динг Жунвеи         | 8                   | Кајрен Вилсон (5)   | 9  |                   |                   |  |  |                   |                   |  |  |                   |                   |
|  | 18. и 19. април     |                     | Кајрен Вилсон (5)   | 9  |                   |                   |  |  |                   |                   |  |  |                   |                   |
|  |                     | Стјуарт Бингам (12) | 13                  |    |                   |                   |  |  |                   |                   |  |  |                   |                   |
|  | Стјуарт Бингам (12) | Стјуарт Бингам (12) | 13                  | 10 |                   |                   |  |  |                   |                   |  |  |                   |                   |
|  | Стјуарт Бингам (12) |                     | 26. и 27. април     | 10 |                   |                   |  |  |                   |                   |  |  |                   |                   |
|  | Лу Хаотијан         | 5                   |                     |    |                   |                   |  |  |                   |                   |  |  |                   |                   |
|  | Лу Хаотијан         | 5                   | Стјуарт Бингам (12) | 8  |                   |                   |  |  |                   |                   |  |  |                   |                   |
|  | 17. и 18. април     |                     | Стјуарт Бингам (12) | 8  |                   |                   |  |  |                   |                   |  |  |                   |                   |
|  |                     | Џад Трамп (4)       | 13                  |    |                   |                   |  |  |                   |                   |  |  |                   |                   |
|  | Ентони Макгил (13)  | Џад Трамп (4)       | 13                  | 10 |                   |                   |  |  |                   |                   |  |  |                   |                   |
|  | Ентони Макгил (13)  | 23, 24. и 25. април |                     | 10 |                   |                   |  |  |                   |                   |  |  |                   |                   |
|  | Лијам Хајфилд       | 7                   |                     |    |                   |                   |  |  |                   |                   |  |  |                   |                   |
|  | Лијам Хајфилд       | 7                   | Ентони Макгил (13)  | 11 |                   |                   |  |  |                   |                   |  |  |                   |                   |
|  | 20. и 21. април     |                     | Ентони Макгил (13)  | 11 |                   |                   |  |  |                   |                   |  |  |                   |                   |
|  |                     | Џад Трамп (4)       | 13                  |    |                   |                   |  |  |                   |                   |  |  |                   |                   |
|  | Џад Трамп (4)       | Џад Трамп (4)       | 13                  | 10 |                   |                   |  |  |                   |                   |  |  |                   |                   |
|  | Џад Трамп (4)       |                     |                     | 10 |                   |                   |  |  |                   |                   |  |  |                   |                   |
|  | Хосеин Вафеи        | 4                   |                     |    |                   |                   |  |  |                   |                   |  |  |                   |                   |
|  | Хосеин Вафеи        | 4                   |                     |    |                   |                   |  |  |                   |                   |  |  |                   |                   |
|  | 18. и 19. април     |                     |                     |    |                   |                   |  |  |                   |                   |  |  |                   |                   |
|  |                     |                     |                     |    |                   |                   |  |  |                   |                   |  |  |                   |                   |
|  | Нил Робертсон (3)   | 10                  |                     |    |                   |                   |  |  |                   |                   |  |  |                   |                   |
|  | Нил Робертсон (3)   | 10                  | 23, 24. и 25. април |    |                   |                   |  |  |                   |                   |  |  |                   |                   |
|  | Ешли Хагил          | 5                   |                     |    |                   |                   |  |  |                   |                   |  |  |                   |                   |
|  | Ешли Хагил          | 5                   | Нил Робертсон (3)   | 12 |                   |                   |  |  |                   |                   |  |  |                   |                   |
|  | 19. и 20. април     |                     | Нил Робертсон (3)   | 12 |                   |                   |  |  |                   |                   |  |  |                   |                   |
|  |                     | Џек Лисовски (14)   | 13                  |    |                   |                   |  |  |                   |                   |  |  |                   |                   |
|  | Џек Лисовски (14)   | Џек Лисовски (14)   | 13                  | 10 |                   |                   |  |  |                   |                   |  |  |                   |                   |
|  | Џек Лисовски (14)   |                     | 27. и 28. април     | 10 |                   |                   |  |  |                   |                   |  |  |                   |                   |
|  | Метју Стивенс       | 8                   |                     |    |                   |                   |  |  |                   |                   |  |  |                   |                   |
|  | Метју Стивенс       | 8                   | Џек Лисовски (14)   | 12 |                   |                   |  |  |                   |                   |  |  |                   |                   |
|  | 20. и 21. април     |                     | Џек Лисовски (14)   | 12 |                   |                   |  |  |                   |                   |  |  |                   |                   |
|  |                     | Џон Хигинс (6)      | 13                  |    |                   |                   |  |  |                   |                   |  |  |                   |                   |
|  | Лука Бресел (11)    | Џон Хигинс (6)      | 13                  | 5  |                   |                   |  |  |                   |                   |  |  |                   |                   |
|  | Лука Бресел (11)    | 24. и 25. април     |                     | 5  |                   |                   |  |  |                   |                   |  |  |                   |                   |
|  | Нопон Сенхам        | 10                  |                     |    |                   |                   |  |  |                   |                   |  |  |                   |                   |
|  | Нопон Сенхам        | 10                  | Нопон Сенхам        | 7  |                   |                   |  |  |                   |                   |  |  |                   |                   |
|  | 19. и 20. април     |                     | Нопон Сенхам        | 7  |                   |                   |  |  |                   |                   |  |  |                   |                   |
|  |                     | Џон Хигинс (6)      | 13                  |    |                   |                   |  |  |                   |                   |  |  |                   |                   |
|  | Џон Хигинс (6)      | Џон Хигинс (6)      | 13                  | 10 |                   |                   |  |  |                   |                   |  |  |                   |                   |
|  | Џон Хигинс (6)      |                     | 28, 29. и 30. април | 10 |                   |                   |  |  |                   |                   |  |  |                   |                   |
|  | Тепчаја У-Ну        | 7                   |                     |    |                   |                   |  |  |                   |                   |  |  |                   |                   |
|  | Тепчаја У-Ну        | 7                   | Џон Хигинс (6)      | 11 |                   |                   |  |  |                   |                   |  |  |                   |                   |
|  | 16. и 17. април     |                     | Џон Хигинс (6)      | 11 |                   |                   |  |  |                   |                   |  |  |                   |                   |
|  |                     | Рони О’Саливан (2)  | 17                  |    |                   |                   |  |  |                   |                   |  |  |                   |                   |
|  | Жао Синтонг (7)     | Рони О’Саливан (2)  | 17                  | 10 |                   |                   |  |  |                   |                   |  |  |                   |                   |
|  | Жао Синтонг (7)     | 21, 22. и 23. април |                     | 10 |                   |                   |  |  |                   |                   |  |  |                   |                   |
|  | Џејми Кларк         | 2                   |                     |    |                   |                   |  |  |                   |                   |  |  |                   |                   |
|  | Џејми Кларк         | 2                   | Жао Синтонг (7)     | 9  |                   |                   |  |  |                   |                   |  |  |                   |                   |
|  | 16. и 17. април     |                     | Жао Синтонг (7)     | 9  |                   |                   |  |  |                   |                   |  |  |                   |                   |
|  |                     | Стивен Магвајер     | 13                  |    |                   |                   |  |  |                   |                   |  |  |                   |                   |
|  | Шон Марфи (10)      | Стивен Магвајер     | 13                  | 8  |                   |                   |  |  |                   |                   |  |  |                   |                   |
|  | Шон Марфи (10)      |                     | 27. и 28. април     | 8  |                   |                   |  |  |                   |                   |  |  |                   |                   |
|  | Стивен Магвајер     | 10                  |                     |    |                   |                   |  |  |                   |                   |  |  |                   |                   |
|  | Стивен Магвајер     | 10                  | Стивен Магвајер     | 5  |                   |                   |  |  |                   |                   |  |  |                   |                   |
|  | 18. април           |                     | Стивен Магвајер     | 5  |                   |                   |  |  |                   |                   |  |  |                   |                   |
|  |                     | Рони О’Саливан (2)  | 13                  |    |                   |                   |  |  |                   |                   |  |  |                   |                   |
|  | Марк Ален (15)      | Рони О’Саливан (2)  | 13                  | 10 |                   |                   |  |  |                   |                   |  |  |                   |                   |
|  | Марк Ален (15)      | 22. и 23. април     |                     | 10 |                   |                   |  |  |                   |                   |  |  |                   |                   |
|  | Скот Доналдсон      | 6                   |                     |    |                   |                   |  |  |                   |                   |  |  |                   |                   |
|  | Скот Доналдсон      | 6                   | Марк Ален (15)      | 4  |                   |                   |  |  |                   |                   |  |  |                   |                   |
|  | 16. и 17. април     |                     | Марк Ален (15)      | 4  |                   |                   |  |  |                   |                   |  |  |                   |                   |
|  |                     | Рони О’Саливан (2)  | 13                  |    |                   |                   |  |  |                   |                   |  |  |                   |                   |
|  | Рони О’Саливан (2)  | Рони О’Саливан (2)  | 13                  | 10 |                   |                   |  |  |                   |                   |  |  |                   |                   |
|  | Рони О’Саливан (2)  |                     |                     | 10 |                   |                   |  |  |                   |                   |  |  |                   |                   |
|  | Дејвид Гилберт      | 5                   |                     |    |                   |                   |  |  |                   |                   |  |  |                   |                   |
|  | Дејвид Гилберт      | 5                   |                     |    |                   |                   |  |  |                   |                   |  |  |                   |                   |

| Финале: (бољи у 35 партија) Крусибл театар, Шефилд; 1. и 2. мај 2021; Судија меча: Оливије Мартел               |                             |                             |                             |                             |                             |                             |                             |                             |                             |                             |
| Џад Трамп (4)                                                                                                   | Џад Трамп (4)               | Џад Трамп (4)               | Џад Трамп (4)               | 13–18                       | 13–18                       | 13–18                       | Рони О’Саливан (2)          | Рони О’Саливан (2)          | Рони О’Саливан (2)          | Рони О’Саливан (2)          |
| Играч | Прва сесија: 3–5            | Прва сесија: 3–5            | Прва сесија: 3–5            | Прва сесија: 3–5            | Прва сесија: 3–5            | Прва сесија: 3–5            | Прва сесија: 3–5            | Прва сесија: 3–5            | Прва сесија: 3–5            | Прва сесија: 3–5            |
| Партија | 1                           | 2                           | 3                           | 4                           | 5                           | 6                           | 7                           | 8                           | 9                           | 10                          |
| Трамп | 98 (72)                     | 0                           | 1                           | 66 (52)                     | 13                          | 4                           | 98 (97)                     | 79                          | НИ                          | НИ                          |
| О’Саливан | 0                           | 128 (120)                   | 78 (68)                     | 73                          | 62                          | 105 (105)                   | 1                           | 50                          | НИ                          | НИ                          |
| Играч | Друга сесија: 2–7 (5–12)    | Друга сесија: 2–7 (5–12)    | Друга сесија: 2–7 (5–12)    | Друга сесија: 2–7 (5–12)    | Друга сесија: 2–7 (5–12)    | Друга сесија: 2–7 (5–12)    | Друга сесија: 2–7 (5–12)    | Друга сесија: 2–7 (5–12)    | Друга сесија: 2–7 (5–12)    | Друга сесија: 2–7 (5–12)    |
| Партија | 1                           | 2                           | 3                           | 4                           | 5                           | 6                           | 7                           | 8                           | 9                           | 10                          |
| Трамп | 100 (73)                    | 7                           | 9                           | 15                          | 0                           | 26                          | 80 (80)                     | 0                           | 33                          | НИ                          |
| О’Саливан | 36                          | 117 (66, 50)                | 122 (118)                   | 107 (97)                    | 77                          | 94 (87)                     | 4                           | 79                          | 88 (88)                     | НИ                          |
| Играч | Трећа сесија: 6–2 (11–14)   | Трећа сесија: 6–2 (11–14)   | Трећа сесија: 6–2 (11–14)   | Трећа сесија: 6–2 (11–14)   | Трећа сесија: 6–2 (11–14)   | Трећа сесија: 6–2 (11–14)   | Трећа сесија: 6–2 (11–14)   | Трећа сесија: 6–2 (11–14)   | Трећа сесија: 6–2 (11–14)   | Трећа сесија: 6–2 (11–14)   |
| Партија | 1                           | 2                           | 3                           | 4                           | 5                           | 6                           | 7                           | 8                           | 9                           | 10                          |
| Трамп | 115 (107)                   | 90 (59)                     | 81                          | 45                          | 66                          | 60                          | 1                           | 126 (105)                   | НИ                          | НИ                          |
| О’Саливан | 22                          | 25                          | 0                           | 71 (64)                     | 20                          | 51                          | 68 (55)                     | 0                           | НИ                          | НИ                          |
| Играч | Четврта сесија: 4–2 (18–13) | Четврта сесија: 4–2 (18–13) | Четврта сесија: 4–2 (18–13) | Четврта сесија: 4–2 (18–13) | Четврта сесија: 4–2 (18–13) | Четврта сесија: 4–2 (18–13) | Четврта сесија: 4–2 (18–13) | Четврта сесија: 4–2 (18–13) | Четврта сесија: 4–2 (18–13) | Четврта сесија: 4–2 (18–13) |
| Партија | 1                           | 2                           | 3                           | 4                           | 5                           | 6                           | 7                           | 8                           | 9                           | 10                          |
| Трамп | 12                          | 12                          | 72 (64)                     | 1                           | 151 (109)                   | 0                           | НИ                          | НИ                          | НИ                          | НИ                          |
| О’Саливан | 82 (82)                     | 88 (88)                     | 27                          | 91 (75)                     | 0                           | 93 (85)                     | НИ                          | НИ                          | НИ                          | НИ                          |
| 109 | 109                         | 109                         | 109                         | највећи брејк               | највећи брејк               | највећи брејк               | 120                         | 120                         | 120                         | 120                         |
| 3 | 3                           | 3                           | 3                           | троцифрених брејкова        | троцифрених брејкова        | троцифрених брејкова        | 3                           | 3                           | 3                           | 3                           |
| 10 | 10                          | 10                          | 10                          | брејкова преко 50           | брејкова преко 50           | брејкова преко 50           | 16                          | 16                          | 16                          | 16                          |
| Рони О’Саливан је освајач Светског првенства у снукеру 2022. победник у партији (највећи брејк) НИ = није игран |                             |                             |                             |                             |                             |                             |                             |                             |                             |                             |

## Троцифрени брејкови
На турниру је направљено рекордних 109 троцифрених брејкова. Највећи брејк је максимум који је направио Нил Робертсон.
- 147, 132, 131, 127, 117, 109, 109 – Нил Робертсон
- 140, 106, 104 – Стјуарт Бингам
- 138, 138, 137, 137, 135, 127, 125, 121, 121, 121, 119, 117, 116, 110, 106, 100 – Марк Вилијамс
- 137, 134, 132, 131, 129, 117 – Марк Селби
- 137, 122, 119, 106, 100 – Џек Лисовски
- 136, 109, 103 – Жао Синтонг
- 135, 128, 102 – Џексон Пејџ
- 134, 131, 126, 123, 122, 121, 120, 118, 116, 109, 107, 105, 104, 101, 100 – Рони О’Саливан
- 130 – Шон Марфи
- 130 – Крис Вејклин
- 129, 124, 106 – Ентони Макгил
- 128, 125, 123, 106, 105, 103, 100, 100 – Џон Хигинс
- 127, 112, 110 – Нопон Сенхам
- 126, 103, 101 – Кајрен Вилсон
- 122, 117, 110 – Динг Жунвеи
- 121 – Хосеин Вафеи
- 120, 114, 113, 110, 109, 107, 105, 105, 105, 103, 100 – Џад Трамп
- 114 – Тепчаја Ун-Ну
- 112, 106, 104, 103, 102, 102, 101, 100 – Јан Бингтао
- 110, 109, 107 – Марк Ален
- 109 – Лука Бресел
- 108 – Метју Стивенс
- 107, 102 – Стивен Магвајер
- 103 – Лу Хаотијан